# Jacob van der Heim

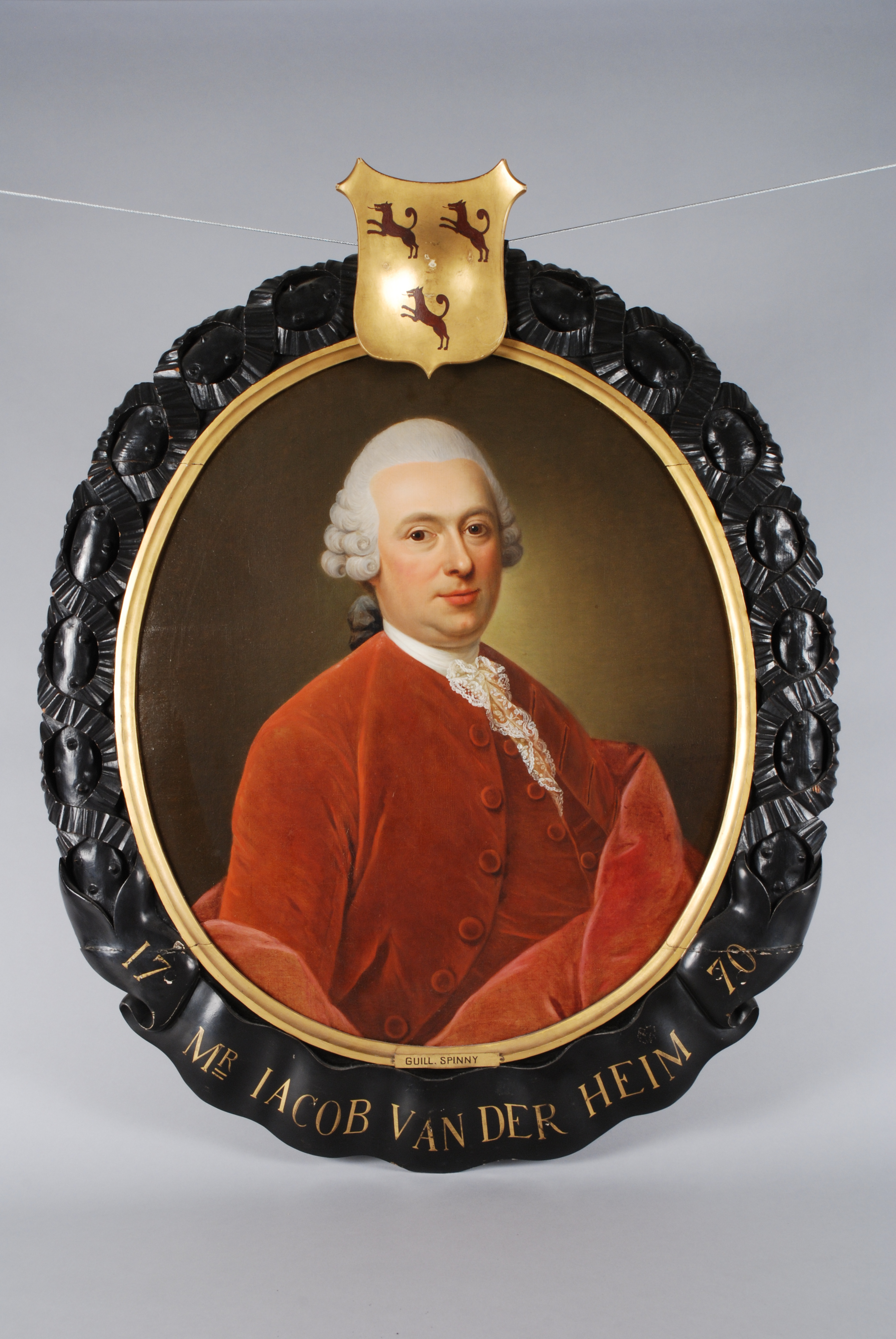
Portret van Jacob van der Heim of Heym (1727-1799)

Jacob van der Heim (1727-1799) was burgemeester van Rotterdam, raad in de Admiraliteit van Rotterdam en bewindhebber van de VOC.
Hij was de enige zoon van Anthonie van der Heim, afkomstig uit de familie Van der Heim. In 1775 kocht hij een pand op de Leuvehaven van de vrouw van Willem van Hogendorp.
De Franse journalist P.A. Dumont Pigalle ging uit van de buitengewone invloed van burgemeester Jacob van der Heim. Hij werd meestal in een adem genoemd met dominee Petrus Hofstede en Kaat Mossel. Op 10 februari 1784 kreeg hij bezoek van oranjeklanten, maar deed de deur niet open. Vervolgens ging men naar het huis van Hofstede, die de aanzet had gegeven tot de rellen op 8 maart 1783.
In april 1784 werd duidelijk dat Van der Heim "immense sommen" opstreek bij de bouw van oorlogsschepen. In september 1794 vluchtte Van der Heim via Hamburg naar Bremen. Toen op zijn boedel beslag werd gelegd kwamen zijn drie zoons hiertegen in verzet. Zij kregen toestemming in het geheim een inventaris van de bezittingen van hun vader te overhandigen.
Hij was getrouwd met Maria Arnoldina Gevaerts (1728-1793), een dochter van Paulus Gevaerts (1697-1770) vrijheer van Gansoyen, en werd de vader van Paulus van der Heim en de overgrootvader van Hendrik Jacob van der Heim.